# Mikel Olaziregi Arrieta
Mikel Olaziregi Arrieta (Pasaia, Guipúscoa, 1956) és un empresari i cineasta basc. Llicenciat en Ciències Empresarials per la Universitat de Deusto el 1978, des de 1986 treballa en activitats audiovisuals, com a productor d'informatius i programes esportius d'Euskal Telebista.
Entre 2001 i 2010 va ser director del Festival Internacional de Cinema de Sant Sebastià, del que el 1993 en fou gerent i el 1999 subdirector deixant el càrrec enmig de crítiques sobre la selecció de les pel·lículesi l'atorgament de premis. El 17 de setembre de 2012, ell i Vicente Mozo van ser nomenats directors de Cineteca Madrid.